# 放射蟲
放射虫門（學名：Radiozoa）又名放線蟲，為海中浮游生物，有如球形對稱，帶有矽殼，殼上有美麗的花紋。
身体内有膜质中央囊，囊面穿有许多小孔，将身体分为内外两部分，外部被胶状物质，多有液泡，内部有细胞核、液泡和赤、黄等色的油滴；通常均由身体中央射出针状骨棘，间或多数针状物相集成层或互相连络而成笼状，形状精细繁多；多以分裂法繁殖，也有以孢子繁殖的。
放射虫多产于热带海洋中，因為迅速的繁殖與過多的物種，是診斷化石的重要依據，可從寒武紀開始。
放射蟲有很多針狀偽足的支援，即所謂軸足（axopods），可承受放射蟲的浮力。

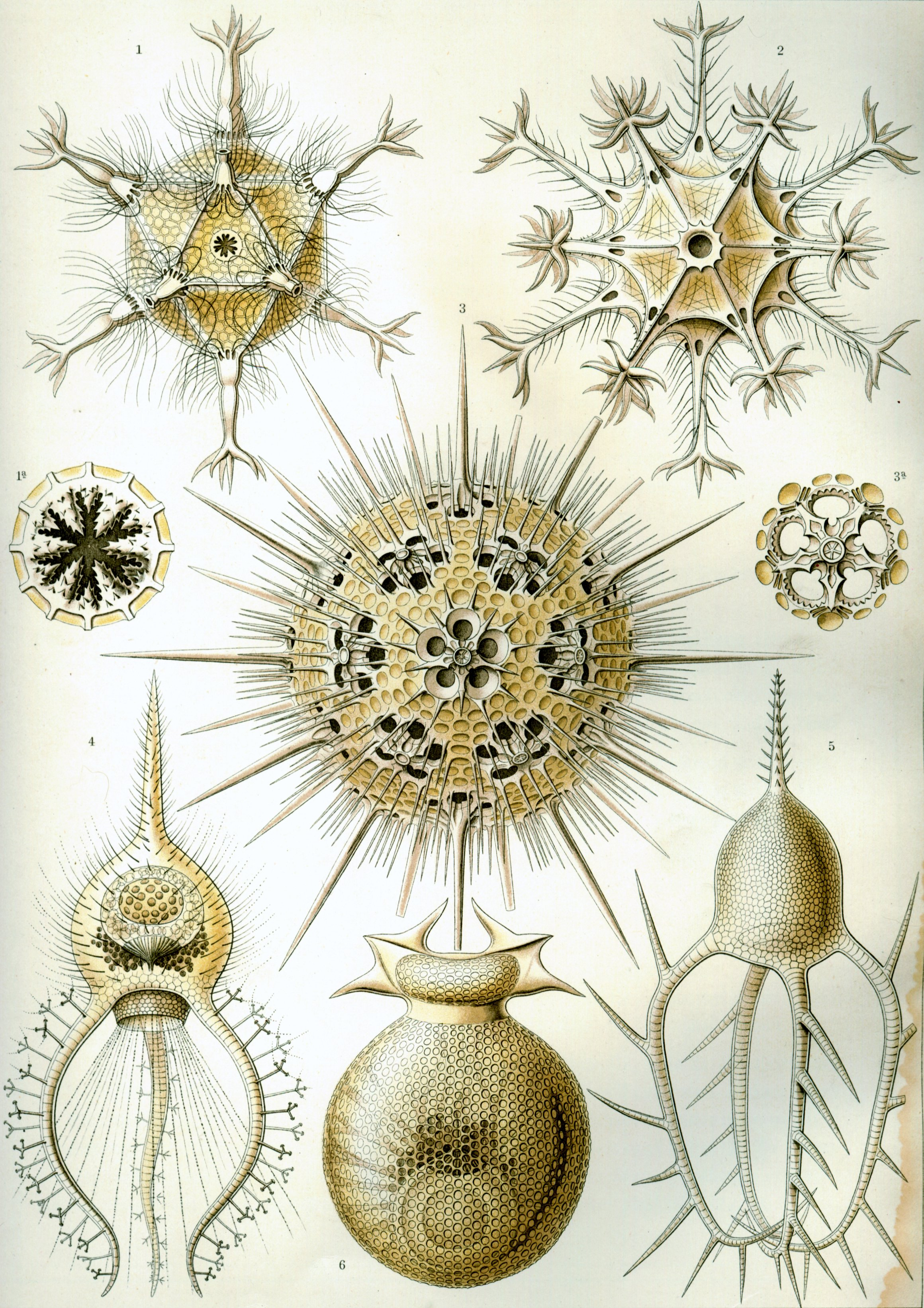
1.褐囊虫目（Phaeodaria）
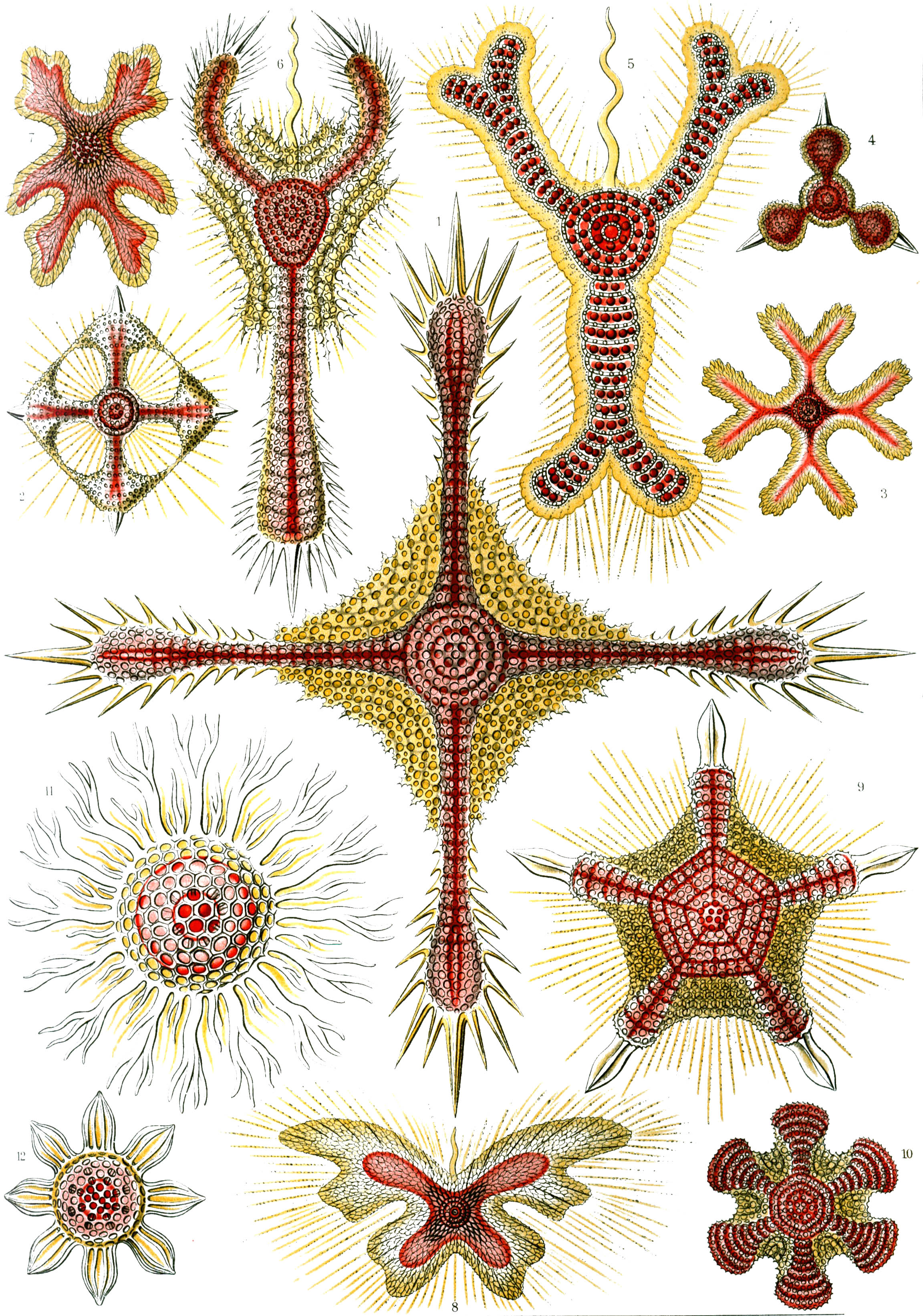
11. Discoidea
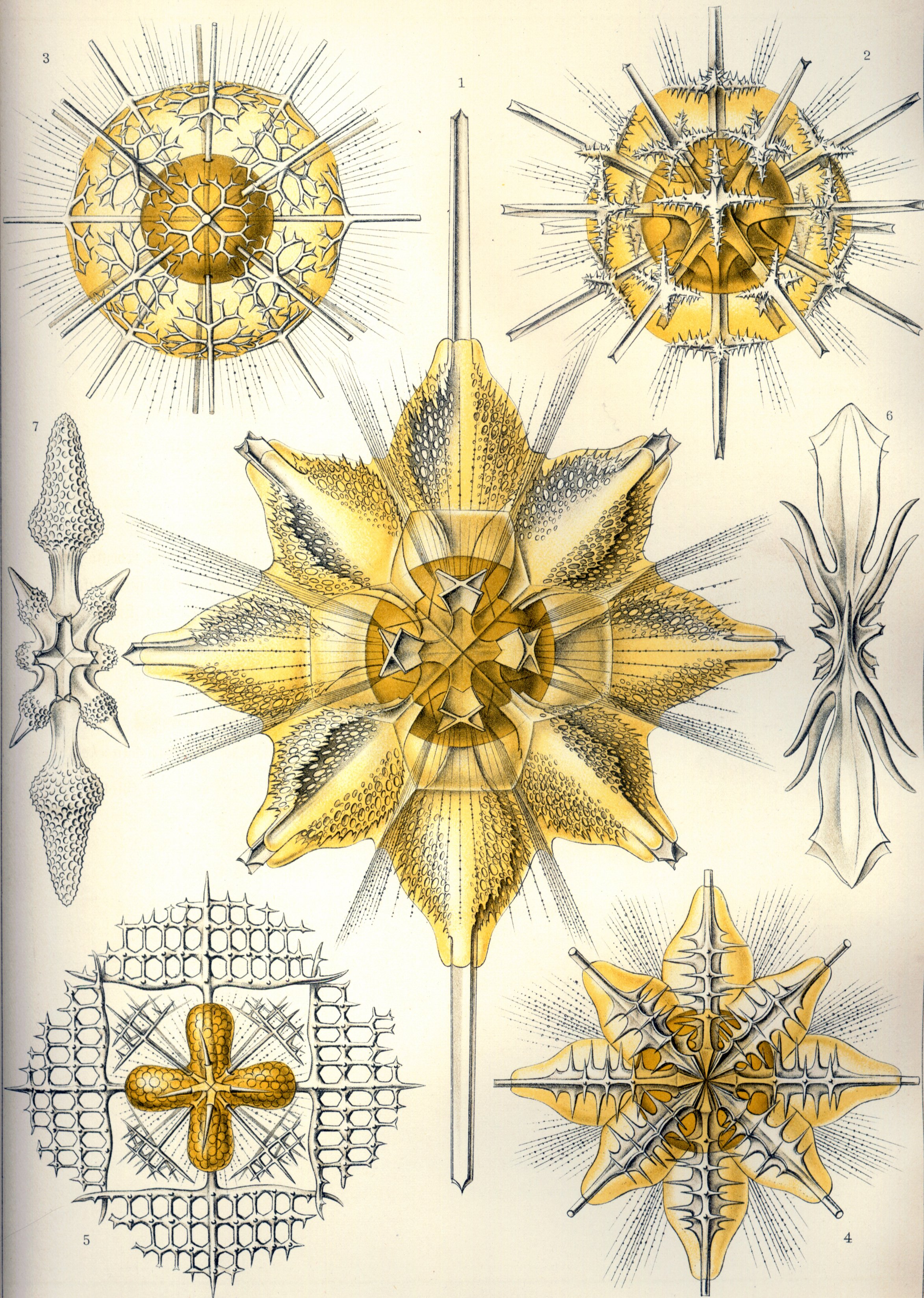
21. Acanthometra
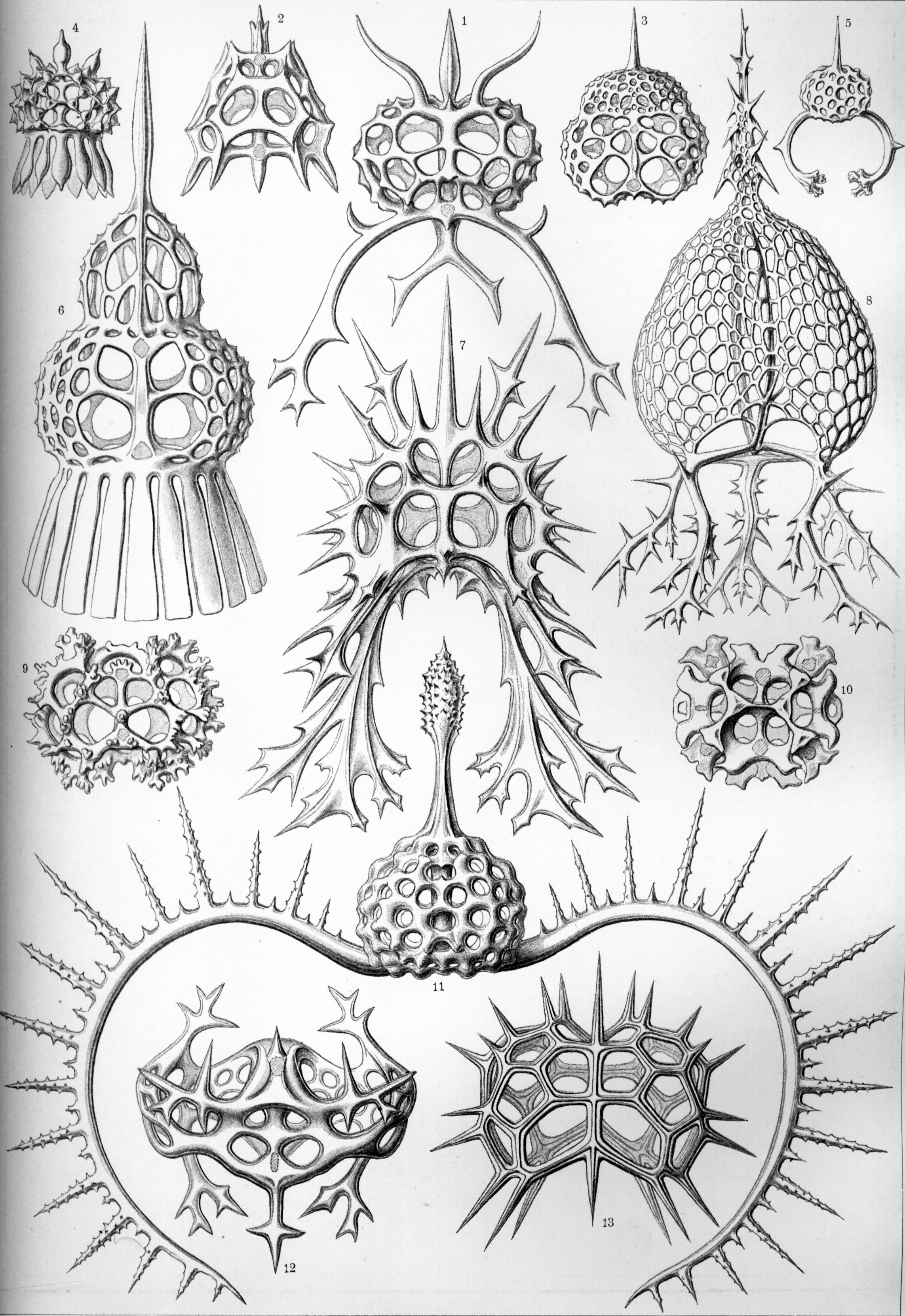
22. Spyroidea
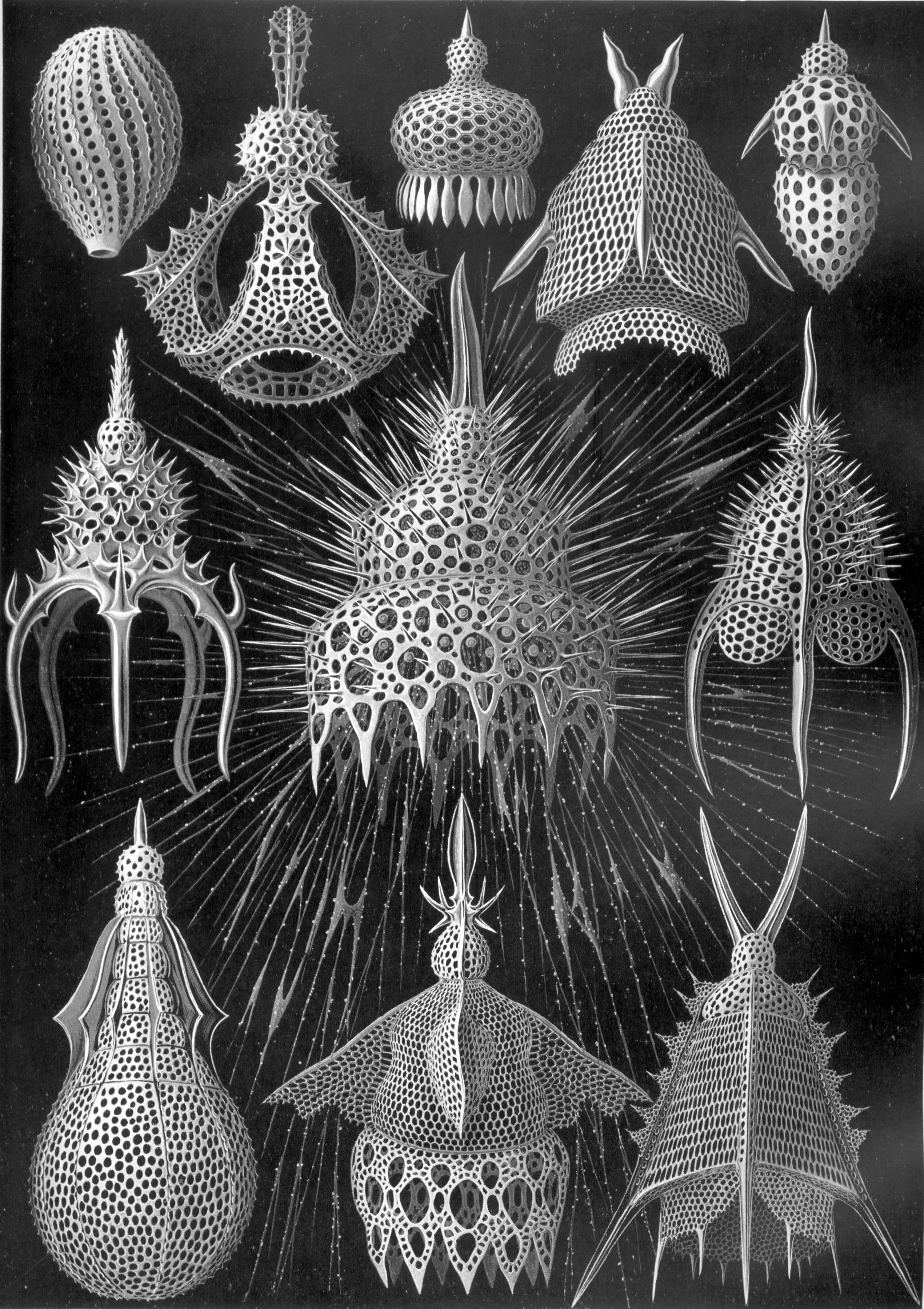
31. Cyrtoidea
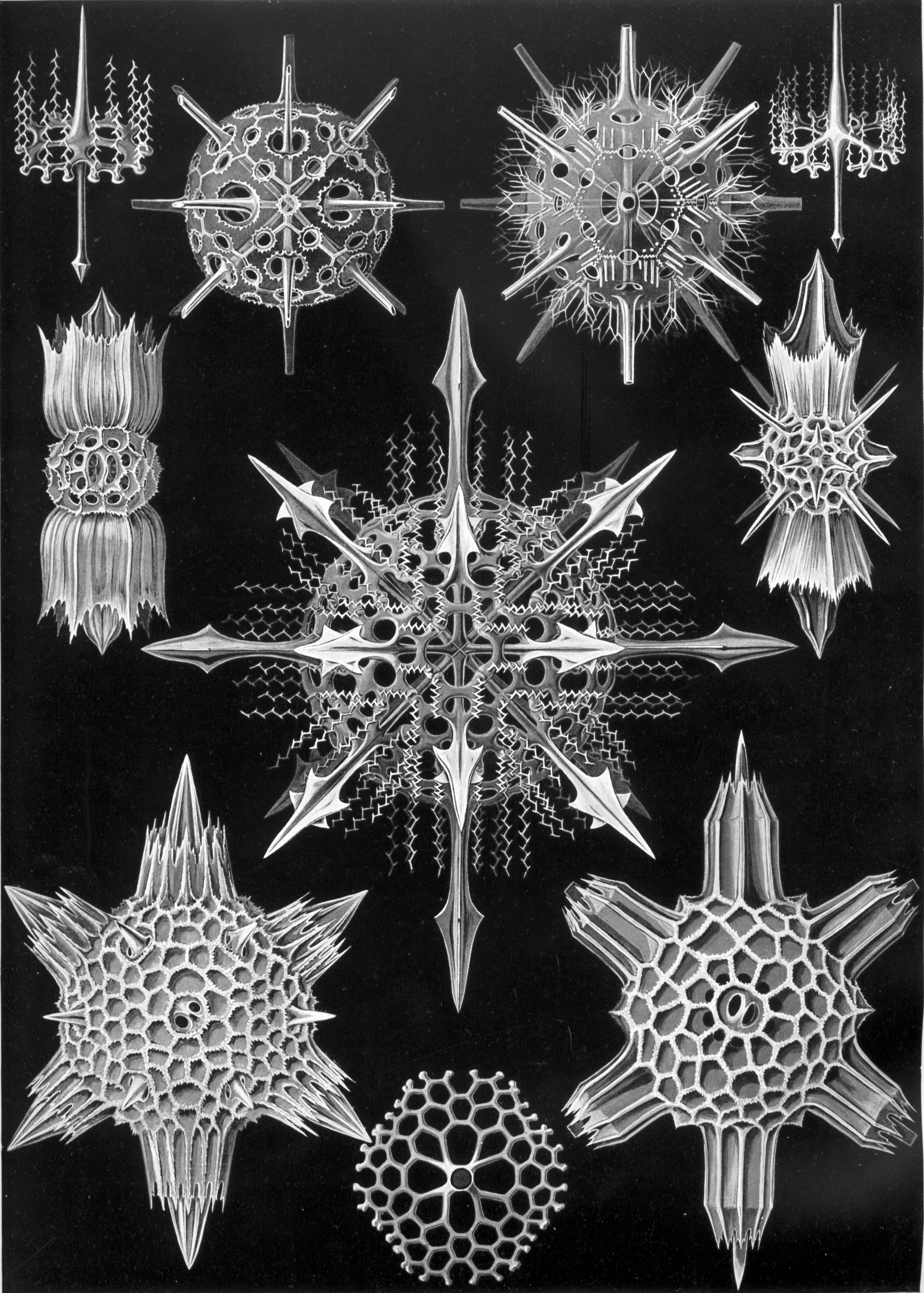
41. Acanthophracta
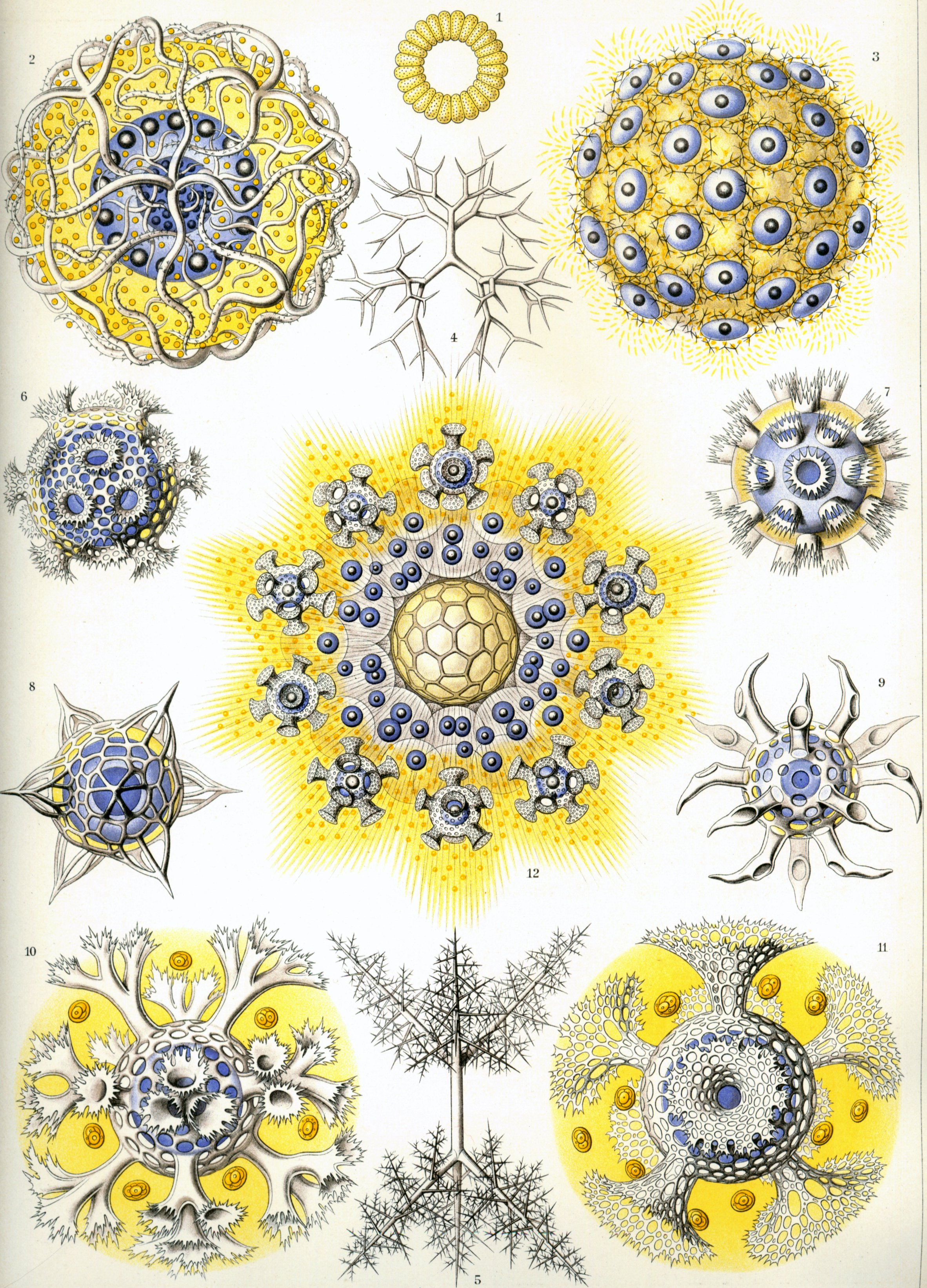
51. Polycyttaria
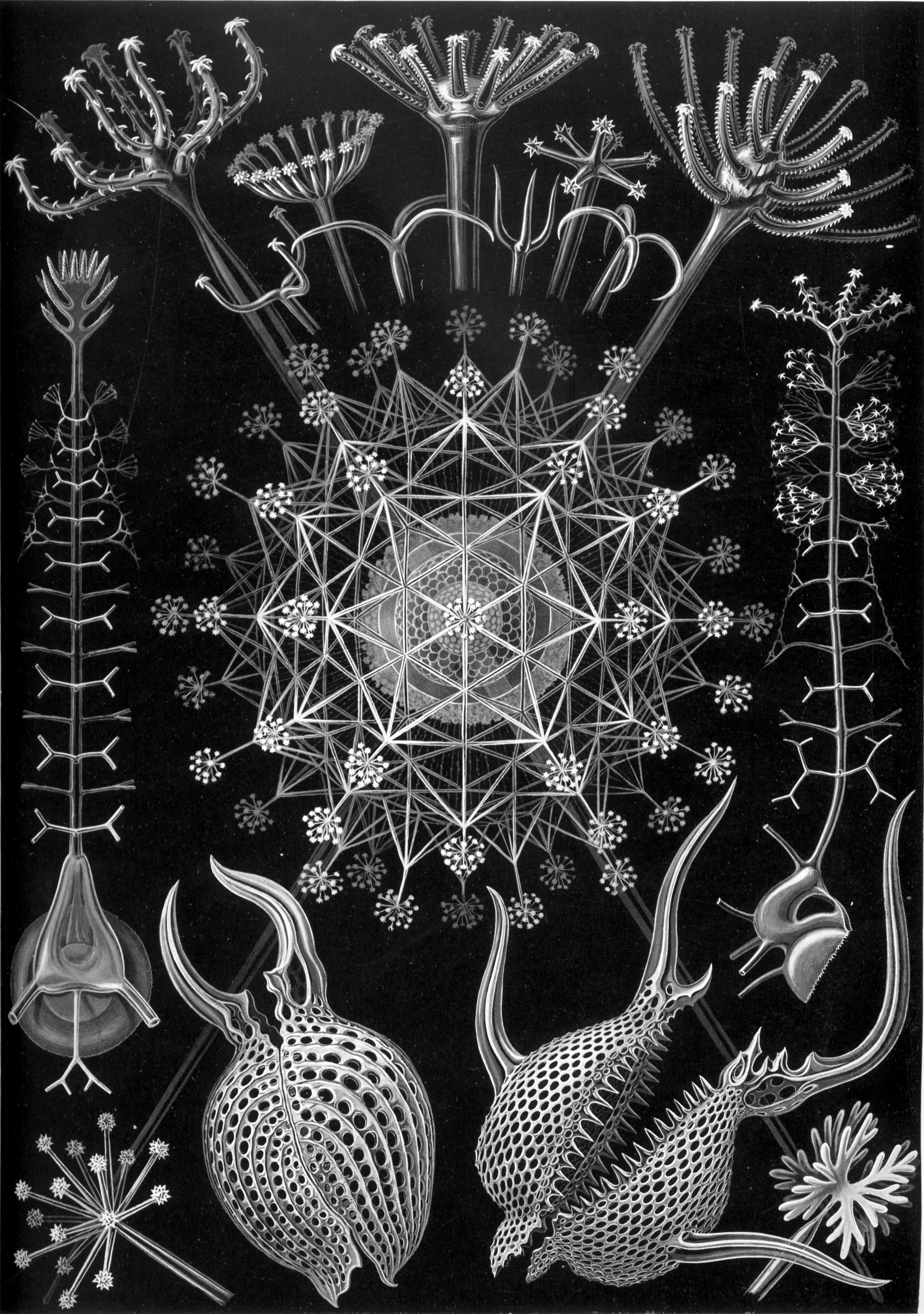
61.褐囊虫目（Phaeodaria）
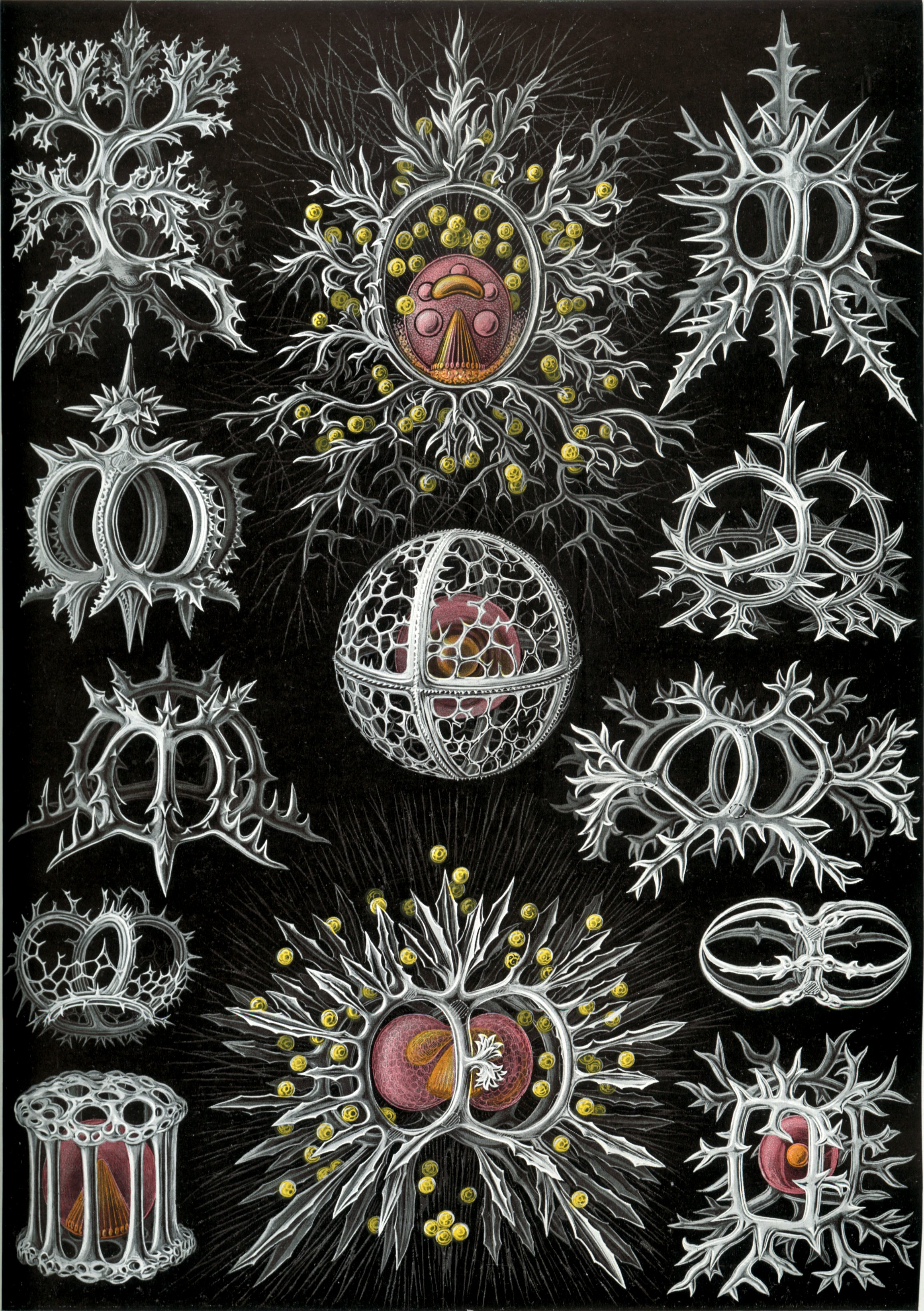
71. Stephoidea
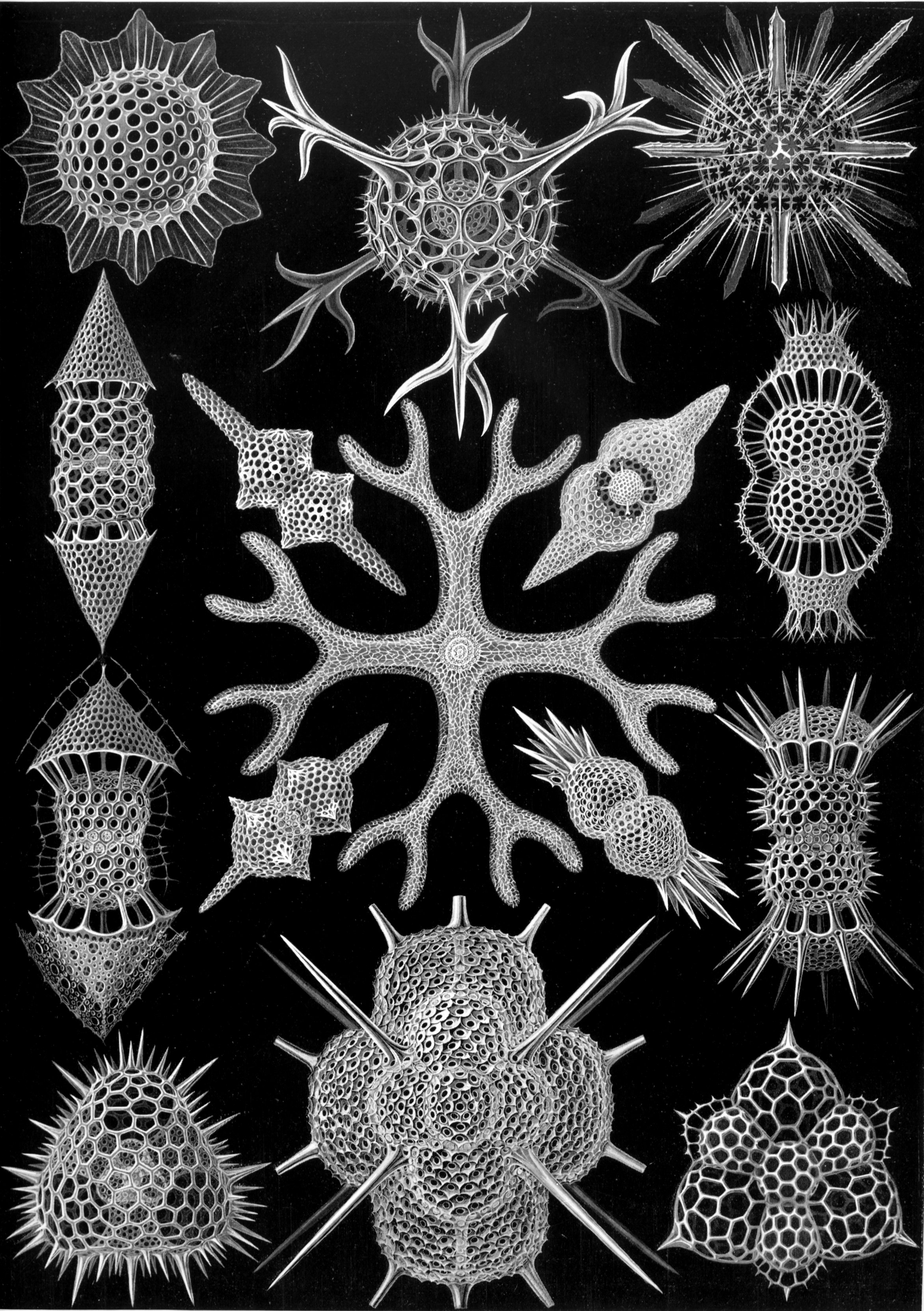
91.泡沫虫亞目（Spumellina）

## 外部連結
- Radiolarians （页面存档备份，存于）
- Geometry and Pattern in Nature 3: The holes in radiolarian and diatom tests （页面存档备份，存于）
- Radiolaria.org （页面存档备份，存于）
- Ernst Haeckel: Die Radiolarien (RHIZOPODA RADIARIA) Berlin, 1862
- Radiolaria - Droplet （页面存档备份，存于）